# Amin amin ya Rabaljalil
Amin amin ya Rabaljalil (tiếng Việt: Amen Amen Ô Chúa Oai Nghiêm) là bang ca của Perlis, một tiểu bang của Malaysia. Nó được phổ nhạc bởi Syed Hamzah ibni al-Marhum Syed Safi Jamalullail, và được chấp nhận vào năm 1935.

## Lời
| Tiếng Mã Lai                                                                                               | Ký tự Jawi                                                                                  | Tiếng Việt |
| --- | ------------------------------------------------------------------------------------------- | --- |
| Amin amin ya Rabaljalil Doa hamba yang sangat zalil Tinggikan daulat serta adil Kekal perintah Jamalullail | امين امين يا رب الجليل دعاء همبا يڠ ساڠت زليل تيڠڬيكن دولت سرتا عاديل ككل ڤرينته جمال الليل | Amen Amen Ô Chúa oai nghiêm Lắng nghe lời cầu nguyện của bầy tôi của Ngài Hãy tôn trọng và công bằng Hi vọng Jamalullail mãi mãi cai trị |